# Lucky Luke - La ballata dei Dalton
Lucky Luke - La ballata dei Dalton (La ballade des Dalton), noto anche come La ballata dei Dalton, è un film d'animazione prodotto in Francia nel 1978.
Questo è stato l'ultimo lavoro ufficiale di René Goscinny (coautore dei fumetti di Lucky Luke e Asterix), morto nell'ultimo periodo di lavorazione al film. 
È stato inoltre l'ultimo film degli Studios Idéfix, una casa di produzione dedicata proprio alla realizzazione di film basati sui fumetti di René Goscinny, Albert Uderzo e Morris.

## Trama
I fratelli Joe, William, Jack e Averell Dalton, famosi rapinatori condannati a 4200 anni di lavori forzati, vengono a sapere che il loro zio Henry Dalton è stato impiccato e ha lasciato ai nipoti come eredità una grossa somma di denaro. I nipoti potranno ottenere l'eredità solo se elimineranno tutti i membri della giuria più il giudice che lo condannarono, in caso contrario, i soldi andranno in beneficenza e, per verificare che i banditi uccidano le persone indicate, viene nominato come testimone Lucky Luke, l'unica persona degna di fiducia conosciuta da Henry e eterno rivale dei fratelli.
Joe è furibondo a quest'ultimo dettaglio, ma decide di seguire le volontà dello zio, pianificando così di evadere, trovare Luke e convincerlo proponendo di spartirsi l'eredità, per poi ucciderlo a missione compiuta. I fratelli iniziano a scavare un tunnel per uscire, ma emergono nella buia polveriera del penitenziario e, accendendo un cerino, i quattro saltano in aria assieme al cane da guardia, l'inetto Rantanplan (che seguirà i Dalton nella loro avventura), finendo così fuori dalle mura. Ottenute delle armi da un venditore ambulante, i quattro incappano in Lucky Luke e gli propongono di unirsi a loro per onorare il testamento. Lucky, senza esitazione, accetta, ma con uno sguardo d'intesa al suo cavallo Jolly Jumper, lascia capire che sta mentendo.
Il primo giurato da uccidere è il lavandaio cinese Ming-Li Fu, che vive e lavora a Grass City. Inizialmente il lavandaio si offre di pulire le divise dei galeotti, sporcatesi nell'esplosione, e Joe accetta progettando di ucciderlo subito dopo. Tuttavia il lavandaio ne approfitta per scappare, avendo capito le loro intenzioni. Mentre i Dalton cercano dei vestiti di ricambio, Joe ordina a Lucky di seguirlo il quale, dopo averlo convinto che non gli nuocerà, finge di ucciderlo in un atto di autodifesa.
Il secondo giurato è Thadeus Collins, direttore di una prigione. Non volendo rischiare con le guardie, i Dalton mandano Lucky Luke a portarlo fuori, ma una volta entrato, Lucky scopre che la prigione è completamente disabitata salvo per il direttore, depresso di essere senza lavoro ora che tutti i suoi prigionieri (che lui amava come figli) siano scappati uno dopo l'altro, arrivando pure a corrompere le guardie (motivo per cui sono state licenziate). Luke lo convince a fuggire da uno dei tunnel, poi convince i Dalton che il direttore si rifiuta di uscire, spingendoli a decidere di far esplodere la prigione con il direttore "dentro".
Con la prigione esplosa, il gruppo si avvia al Deserto della Sete, dove risiede il terzo giurato: lo stregone indiano Piuma di Serpente. Dopo una lunga e assetante cavalcata nel deserto, l'indiano (nel mezzo di un bagno) convince i Dalton di ucciderlo dopo che avranno bevuto l'acqua creata con la magia. Joe acconsente, ma come Lucky Luke sospetta, Piuma di Serpente ha dopato l'acqua con dei funghi per mandarli KO. Dopo essersi ripresi da un sogno allucinante, i Dalton sono convinti da Lucky che hanno già fatto fuori il pellerossa e riprendono il viaggio.
La prossima vittima è Aldous Smith, un ubriaco dottore ciarlatano. Tra i suoi falsi intrugli, Lucky trova una bottiglia dell'alcol di Smith, che lui stesso chiama "veleno" e Joe lo costringe a berlo e morire. Il dottore beve e si accascia al suolo.
Segue quindi Tom O'Connor, un vecchio cercatore d'oro rintanatosi nella sua miniera da così tanto tempo che gli altri cercatori lo credono già morto. Avvicinandosi alla miniera, qualcuno spara al gruppo. Lucky, per salvare Rantanplan, si avvicina e disarma l'assalitore, che è il diffidente O'Connor, al quale spiega subito la situazione e un piano: Lucky ritorna dichiarando che l'arma con cui li stavano sparando volteggiava in aria, così i Dalton entrano e incappano in Tom con un lenzuolo sopra per fingersi fantasma. Accettando il suo status di morto, i Dalton si ritirano.
Il baro Sam Game è il prossimo giurato, ma come presto il gruppo scopre, Sam ha abbandonato la via del poker e si è convertito alla chiesa, diventando pastore. Sorbitisi la messa di Sam, i Dalton marciano da lui e Sam, riconoscendoli, chiede come ultimo desiderio di giocare al suo ultimo gioco: la roulette russa. Joe accetta e al primo colpo Sam cade al suolo, ma come Luke poi si accerta, la pistola era caricata a salve.
Si continua con Bud Bugman, conduttore di treni, così i Dalton decidono di assalire il treno dirottando i binari, ma seguendo le istruzioni di Lucky Luke, i binari deviati fanno in modo che il treno esca al tragitto e continui la sua rotta fuori strada. Lucky, grazie a Jolly, raggiunge la locomotiva e inscena la morte di Bud, spingendo i Dalton a proseguire verso l'ultimo giurato.
L'ultimo giurato è Mathias Bones, il becchino. Mentre i Dalton organizzano sull'ucciderlo assieme, Lucky avverte l'uomo, poi rivela ai Dalton che, per carenza di lavoro, Mathias si trasferirà in un'altra città e potranno tendergli un agguato. I Dalton abboccano e lo riempiono di pallottole, senza accorgersi che hanno sparato ad un fantoccio.
Ultimo della lista è il giudice Groovy, che sta facendo da giudice ad un rodeo cittadino, dove i partecipanti potranno unirsi a lui ad un festino. Essendo arrivati tardi, i Dalton e Luke fanno solo in tempo a iscriversi all'ultima gara: domare un cavallo imbizzarrito. Averell viene scelto per partecipare e il povero Dalton viene messo subito KO, rimanendo intontito per ore. Approfittando di ciò, Luke esce con lui, ma poi si dirige al giornale per far stampare una finta "edizione straordinaria" dove viene riportata la morte di Groovy per mano di Averell. I Dalton ci credono davvero e festeggiano al successo.
I fratelli si dirigono così dall'avvocato Augustus Betting, ma questi poi li indirizza in una sala per "un'ultima formalità" e al suo interno trovano un tribunale improvvisato con tutti i giurati e il giudice che credevano di aver ucciso. Prima ancora che possano fare qualcosa, i Dalton sono arrestati e riportati in prigione, mentre l'eredità viene data in beneficenza per la costruzione di un asilo per orfani, intitolato proprio ad Henry Dalton.

## Edizione italiana
La prima edizione è stata curata dalla S.A.S. e i quattro fratelli sono chiamati "Daltòn" (la pronuncia originale francese). Inoltre il sogno, le canzoni cantate in chiesa e il breve pezzo in cui i Dalton cantano la canzone Home on the Range rimangono in lingua originale; questa versione è stata distribuita in home video e trasmessa in televisione.
Nel 2015 il film è stato ridoppiato dalle voci odierne dei fratelli Dalton della serie animata I Dalton. In questa riedizione, andata in onda su K2, il film ha subito varie modifiche minori del doppiaggio e di alcune musiche. Rispetto alla prima edizione i nomi di William e Jack sono invertiti, come nella citata serie animata, e tutte le canzoni sono tradotte ma la seconda strofa che accompagna il Deserto della Sete non è stata doppiata ed è presente solo la base musicale.